# Bástya (település)
Bástya románul: Baștea, falu Romániában, Erdélyben, Hunyad megyében.

## Fekvése
Illyétől délnyugatra fekvő település.

## Története
Bástya nevét 1733-ban említette először oklevél Bástya néven.
A trianoni békeszerződés előtt Hunyad vármegye Marosillyei járásához tartozott.
1909-1919 között 216 román lakosa volt. 1974-ben Alsólapugy község faluja.

## Források

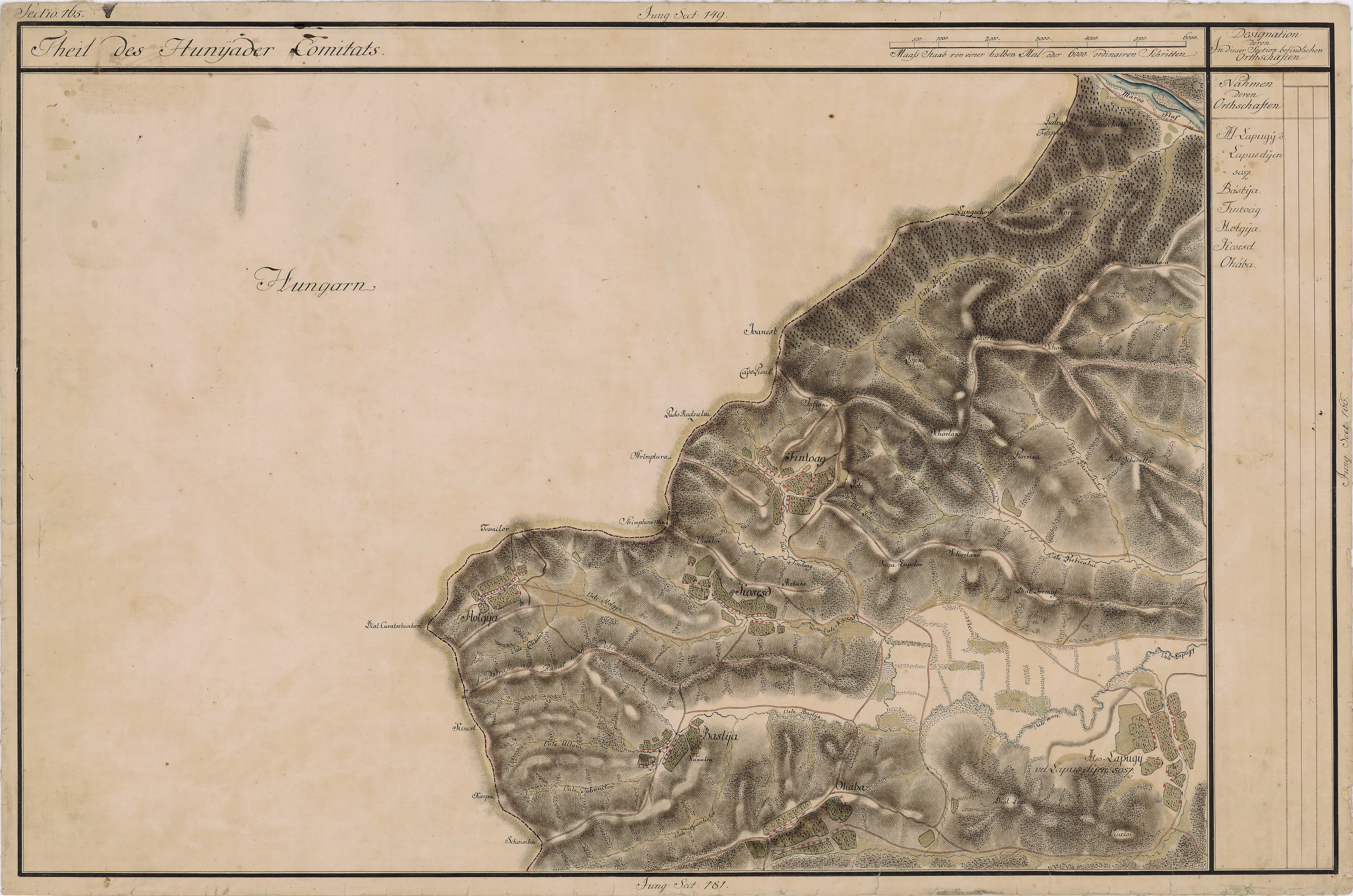
Bástya egy régi térképen